# Margery (Schiff)
Die Margery (nach manchen Quellen auch „Marjory“, beides engl. für Margret), umbenannt in Élise, überquerte 1816 als erstes Schiff mit Dampfantrieb den Ärmelkanal.

## Vorgeschichte
1813 bestellten die Leinwandhändler William Anderson und McCubbin aus Glasgow bei William Denny ein Dampfschiff. Das Schiff lief 1814 in Dumbarton vom Stapel und wurde nach der ältesten Tochter von William Anderson Margery getauft. Das Schiff wurde durch eine 10 PS starke Dampfmaschine, die aus der Fabrik von James Cook stammte, angetrieben und lief 6 Knoten. Eine Abbildung auf einer Briefmarke des afrikanischen Insel-Staates Sao Tomé und Principe zeigt ein offenes Boot ohne alle Deckaufbauten, mit einem hohen dünnen Schornstein in der Mitte, der gleichzeitig als Mast diente und einem kleineren Mast im Vorschiff.
Ab dem 17. Juli 1814 fuhr die Margery zwischen Glasgow und Greenock und lief auch zweimal pro Woche Helensburgh an. Im November 1814 wurde das Schiff an Anthony Cortis and Co. verkauft. Das Schiff sollte auf der Themse eingesetzt werden. Hierfür wurde es zunächst durch den Forth and Clyde Canal geschleppt, wofür man die Schaufelräder demontieren musste, weil das Schiff zu breit war, und fuhr dann entlang der Ostküste Großbritanniens bis zur Mündung der Themse. Am 14. Dezember 1814 machte Samuel Birch, der Lord Mayor of London, eine erste Probefahrt auf der Themse und ab dem 23. Januar 1815 verkehrte die New London Steam Packet Margery zwischen London und Gravesend und war somit das erste Dampfschiff, das regelmäßig die Themse befuhr.
Im März 1816 erwarb Pierre Andriel, Pajol et Cie., eine neugegründete Pariser Gesellschaft für Passagierfahrten, die Margery und taufte sie auf den Namen Élise.

## Die Überquerung
Am 9. März 1816 wurde die Margery zunächst nach Newhaven gebracht. Am 17. März 1816 legte sie dort ab und steuerte Le Havre an, wozu sie den Ärmelkanal überqueren musste.
Um diese Überfahrt ranken sich allerlei Anekdoten, deren Wahrheitsgehalt unterschiedlich bewertet wird:
So geriet die Margery in einen schweren Sturm, der Ofen in der Kapitäns-Kajüte fiel um und das Schiff wäre beinahe auf offener See verbrannt. Die schockierte Mannschaft konnte angeblich nur mit einer Sonderration Rum davon abgehalten werden, zu meutern und nach England zurückzufahren. Ein zu Hilfe gerufener französischer Lotsen-Kutter soll beim Herannahen des „fauchenden und rauchenden Ungetüms“ Reißaus genommen haben.
Historisch verbürgt ist allerdings der frenetische Empfang von Schiff und Besatzung in Le Havre. Ungläubigem Staunen folgte ein regelrechter Triumphzug die Seine hinauf bis Paris, wo sie am 28. März eintraf. Am Palais des Tuileries soll sie mit 21 Salutschüssen begrüßt worden sein. Auf der Seine diente sie einige Jahre als Passagierschiff.